# Leonardo Bonucci
Leonardo Bonucci (født 1. maj 1987 i Viterbo, Italien) er en italiensk fodboldspiller, som spiller i fodboldklubben Fenerbahçe SK. Bonucci har scoret 8 mål i sine 121 landskampe (pr. 12. januar 2023).

## Landsholdskarriere

### Seniorlandshold
Bonucci debuterede for Italiens landshold den 3. marts 2010.
Bonucci var del af Italiens trup som vandt EM 2020. 